# Filip z Padařova
Filip z Padařova, též Filip z Padeřova (? – 1439, Tábor) byl husitský hejtman neurozeného původu, pocházející z Padařova u Jistebnice.

## Život
Roku 1403 získal akolytské svěcení v klášteře sv. Tomáše na Malé Straně. Na počátku husitských válek se patrně klonil k chiliasmu, ale toto učení později zavrhl. Od roku 1427 byl jedním z táborských hejtmanů. Od roku 1430 byl hejtmanem na Ostromeči a účastnil se neúspěšné výpravy sirotků na dnešní Slovensko. Patrně na Ostromeči vznikala Filipem financovaná iluminovaná Bible Padeřovská. Po dobytí Ostromeče roku 1435 se uchýlil do Tábora, kde byl roku 1437 doložen jako rychtář. Zemřel před koncem roku 1439, kdy byla jeho manželka v Táboře označena jako vdova.

## Příbuzenské vztahy
Není jisté, zda byl jeho příbuzným hejtman Mikuláš z Padařova. Kromě manželky po sobě v Táboře roku 1439 zanechal 2 syny.